# لیگ کنفرانس اروپا
لیگ کنفرانس اروپا یا لیگ کنفرانس یوفا (به انگلیسی: UEFA Europa Conference League) (به اختصار UECL) به زبان عامیانه به نام لیگ کنفرانس یوفا یک رقابت سالانه باشگاه‌های فوتبال است که از سال ۲۰۲۱ توسط یوفا برای باشگاه‌های فوتبال واجد شرایط اروپا آغاز شده است. باشگاه‌ها بر اساس عملکردشان در لیگ‌های ملی و مسابقات جام حذفی، به این مسابقات راه پیدا می‌کنند. همچنین بعد از لیگ قهرمانان و لیگ اروپا، این لیگ رده سوم قهرمانی فوتبال باشگاهی اروپا خواهد بود. این لیگ جایگزین جام اینترتوتو شده است.باشگاه فوتبال رم قهرمان اولین دوره این مسابقات است.
این رقابت‌ها بیشتر برای تیم‌های ضعیف‌تر یوفا است که نمی‌توانند به لیگ قهرمانان اروپا یا لیگ اروپا راه پیدا کنند.

## تاریخچه
گزارش شده‌است که یوفا حداقل از سال ۲۰۱۵ اضافه کردن یک مسابقه رده سوم را در نظر گرفته بود، زیرا معتقد بود که یک تورنمنت سطح پایین می‌تواند به عنوان فرصتی برای باشگاه‌های کشورهای عضو یوفا با رتبه پایین‌تر باشدکه در لیگ قهرمانان و لیگ اروپا حذف می‌شوند. در اواسط سال ۲۰۱۸، صحبت در مورد اعلامیه تشدید شد، زیرا منابع خبری ادعا کردند که توافق‌نامه ای برای راه اندازی این رقابت حاصل شده و مرحله گروهی ۴۸ تیم لیگ اروپا به دو قسمت تقسیم خواهد شد، و نیمه پایین هسته را تشکیل می‌دهد چه اتفاقی می‌افتد. در ۲ دسامبر
۲۰۱۸، یوفا اعلام کرد که این مسابقات -که به‌طور موقت به عنوان لیگ اروپا ۲ یا به‌طور مختصر UEL2 شناخته می‌شود، قرار است به عنوان بخشی از چرخه رقابت سه ساله رقابت‌های ۲۰۲۱–۲۴، به یوفا اضافه کند که شعار آن «مسابقات بیشتر برای باشگاه‌های بیشتر و انجمن‌های بیشتر» است
سر انجام در ۲۴ سپتامبر ۲۰۱۹ نام رسمی این مسابقات لیگ کنفرانس یوفا اروپا اعلام شد.

## تیم‌ها و کشورها
در این رقابت‌ها ۱۸۴ تیم از تمامی ۵۵ کشور عضو یوفا شرکت خواهند کرد، که ۴۶ باشگاه از طریق حذف از لیگ قهرمانان اروپا و لیگ اروپا در این مسابقات حاضر خواهند شد. قبل از برگزاری مرحله گروهی، سه مرحله مقدماتی و یک مرحله پلی آف برگزار می‌شود (که آن هم شامل یک مسیر اصلی و یک مسیر قهرمانان خواهد بود) برای تیم‌هایی که از طریق لیگ قهرمانان اروپا و لیگ اروپا راهی این رقابت‌ها می‌شوند.

## نحوه برگزاری
در مجموع، ۳۲ تیم برگزار کننده مرحله گروهی این رقابت ها هستند که هیچ کدام به صورت مستقیم وارد مرحله گروهی نمیشوند ، بلکه :
۱۷ تیم از طریق مسیر اصلی وارد مرحله گروهی میشوند
۵ تیم از طریق مسیر قهرمانان وارد مرحله گروهی میشوند که همه آنان از لیگ های اسپانیا ، انگلیس ، ایتالیا ، آلمان و فرانسه خواهند بود.
۱۰ تیم هم تیم های حذف شده پلی آف لیگ اروپا هستند.
۳۲ تیم حاضر در این رقابت ها در ۸ گروه ۴ تایی به رقابت میپردازند و پس از آن پلی آف مراحل حذفی ، یک هشتم نهایی ، یک چهارم ، نیمه نهایی و فینال برگزار میگردد.
از هر گروه تیم صدرنشین به صورت مستقیم به مرحله بعد صعود میکند و ۸ تیم دوم گروه ها با ۸ تیم سوم گروه های لیگ اروپا ، پلی آف مراحل حذفی را برگزار میکنند.
لیگ کنفرانس اروپا نیز مانند لیگ اروپا هر پنجشنبه در ساعات ۲۱:۱۵ و ۲۳:۳۰ به وقت ایران برگزار می‌شود.
شهر تیرانا در کشور آلبانی ، میزبان اولین فینال این رقابت ها بود.

## فینال ها
| dagger | برنده در وقت اضافه    |
| *      | برنده در ضربات پنالتی |

| فصل     | کشور     | قهرمان         | نتیجه | نایب قهرمان | کشور    | ورزشگاه             | تماشاگران |
| ------- | -------- | -------------- | ----- | ----------- | ------- | ------------------- | --------- |
| ۲۲–۲۰۲۱ | ایتالیا  | آ.اس.رم        | ۱–۰   | فاینورد     | هلند    | ورزشگاه ایر آلبانیا | ۱۹,۵۹۷    |
| ۲۳–۲۰۲۲ | انگلستان | وستهام یونایتد | ۲–۱   | فیورنتینا   | ایتالیا | ورزشگاه سینوبو      | ۱۷,۳۶۳    |
| ۲۴–۲۰۲۳ | یونان    | المپیاکوس      | ۱–۰   | فیورنتینا   | ایتالیا | ورزشگاه ایا صوفیه   | ۲۶,۸۴۲    |
| ۲۵–۲۰۲۴ | انگلستان | چلسی           | ۴–۱   | رئال بتیس   | اسپانیا | ورزشگاه وروتسواف    | ۳۹,۷۵۴    |

## قهرمانان

### تعداد قهرمانی بر پایه باشگاه
| باشگاه         | قهرمان | نایب قهرمان | سال‌های قهرمانی | سال‌های نایب قهرمانی |
| -------------- | ------ | ----------- | -------------- | ------------------- |
| آ.اس.رم        | ۱      | ۰           | ۲۲–۲۰۲۱        | —                   |
| وستهام یونایتد | ۱      | ۰           | ۲۳–۲۰۲۲        | —                   |
| المپیاکوس      | ۱      | ۰           | ۲۴–۲۰۲۳        | —                   |
| چلسی           | ۱      | ۰           | ۲۵–۲۰۲۴        | —                   |
| فیورنتینا      | ۰      | ۲           | —              | ۲۰۲۲–۲۳، ۲۴–۲۰۲۳    |
| فاینورد        | ۰      | ۱           | —              | ۲۲–۲۰۲۱             |
| رئال بتیس      | ۰      | ۱           | —              | ۲۵–۲۰۲۴             |

### قهرمانان بر پایه کشور
| کشور     | قهرمان | نایب قهرمان | کل |
| -------- | ------ | ----------- | -- |
| انگلستان | ۲      | ۰           | ۲  |
| ایتالیا  | ۱      | ۲           | ۳  |
| یونان    | ۱      | ۰           | ۱  |
| هلند     | ۰      | ۱           | ۱  |
| اسپانیا  | ۰      | ۱           | ۱  |

## برترین گلزنان

### برترین گلزنان هر فصل
جدول ذیل شامل گلزنی در دور مقدماتی برای صعود به مرحله گروهی نمی‌باشد.
| فصل     | نام            | نام باشگاه | تعداد گل |
| ------- | -------------- | ---------- | -------- |
| ۲۲–۲۰۲۱ | سیریل دسرز     | فاینورد    | ۱۰       |
| ۲۳–۲۰۲۲ | آرتور کابرال   | فیورنتینا  | ۷        |
| ۲۳–۲۰۲۲ | زکی امدونی     | بازل       | ۷        |
| ۲۴–۲۰۲۳ | ایوب الکعبی    | المپیاکوس  | ۱۱       |
| ۲۵–۲۰۲۴ | آفیمیکو پولولو | بیاویستوک  | ۸        |